# Jules Vuy

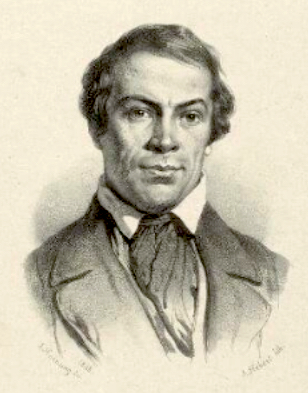
1848

Jules-Jean-François-Marie Vuy (* 21. September 1815 in Malbuisson bei Copponex; † 15. Februar 1896 in Carouge; heimatberechtigt in Carouge) war ein Schweizer Jurist, Lyriker, Historiker und Politiker.

## Leben

### Familie
Jules Vuy war der Sohn des Chirurgen François-Auguste Vuy und von dessen Ehefrau Madeleine (geb. Gazel); er hatte noch einen älteren Bruder.
Er war seit 1850 mit Marie-Antoinette, der Tochter von Pierre-Aimé Carron, verheiratet; gemeinsam hatten sie einen Sohn.

### Werdegang
Vuy immatrikulierte sich zu einem Studium der Philosophie an der Universität Heidelberg und promovierte 1837 zum Dr. phil. 1838 beendete er sein Studium an der Universität Genf als lic. jur.
Nach Beendigung des Studiums war er von 1838 bis 1862 als Rechtsanwalt und anschliessend von 1862 bis 1887 als Notar tätig.
Von 1848 bis 1850 war er erst Ersatzrichter am Genfer Zivilgericht, dann von 1850 bis 1854 am kantonalen Obergericht und von 1854 bis 1858 Richter am Kassationsgericht, dessen Präsident er von 1872 bis 1876 war.
Er war von 1859 bis 1891 Mitglied des Verwaltungsrats der Caisse d’épargne de Genève.

### Politisches und gesellschaftliches Wirken
Vuy war von 1842 bis 1846, von 1848 bis 1850, von 1856 bis 1859 (1856 Vizepräsident, 1858 Präsident) und von 1861 bis 1870 (1861 Vizepräsident, 1862 Vizepräsident) für die Radikalen im Genfer Grossrat und übte hierbei 1858 das Amt des Präsidenten aus. Er war im Grossen Rat auch an dem Gesetzentwurf zur Abschaffung der Todesstrafe beteiligt.
Von 1854 bis 1858 und von 1866 bis 1870 war er im Gemeinderat von Carouge. Carouge verdankt ihm die Einrichtung der Stadtbibliothek, der er alle seine Bücher vermachte.
Er war vom 7. Dezember 1857 bis zu seinem Verzicht der Wiederwahl am 1. Dezember 1859 Ständerat sowie von 1859, als Nachfolger von Jean-Henri Duchosal, bis 1861 Staatsrat und leitete dort das Departement für Justiz und Polizei.
Im Mai 1861 trat er, nachdem der Staatsrat James Fazy körperlich angegriffen worden war, mit dem gesamten Staatsrat zurück und lehnte aus gesundheitlichen Gründen eine Wiederwahl im November 1861 ab.
1862 war er im Verfassungsrat und vom 7. Dezember 1863 bis zum 2. Dezember 1866 im Nationalrat; er verzichtete auf eine Wiederwahl.
1857 wurde er in die internationale Kommission gewählt, die gebildet worden war, um einen permanenten Friedenskongress, eine Konföderation aller Staaten, zu gründen, um einen dauerhaften Frieden zu gewährleisten; Frédéric Passy gründete 1867 die Internationale Friedensliga.
Als Vertreter der vereinigten Gemeinden (Communes réunies) war er einer der wichtigsten ultramontanen katholischen Mitstreiter von James Fazy. Er war allerdings ein Gegner der Priesterherrschaft und wollte einen katholischen Laienstaat, in dem die Geistlichen keine Vorteile geniessen sollten. Er kämpfte gegen Gaspard Mermillod, als dieser 1867 in Carouge ein Kloster und Lehrbrüderschulen einzuführen versuchte, ebenso 1872, als dieser Bischof von Genf werden sollte.
Aufgrund seines Engagements wurde Genf der erste Kanton, der seinen jüdischen Mitbürgern das Wahlrecht zugestand; dies stand im Zusammenhang mit den Debatten um den Bau der späteren Synagoge Beth-Yaacov in Carouge.
Vuy betätigte sich auch schriftstellerisch und verfasste patriotische Gedichte und historische Schriften.
Er pflegte ein freundschaftliches Verhältnis zum Schriftsteller und Philosophen Henri-Frédéric Amiel.

## Mitgliedschaften
1853 war Vuy Gründungsmitglied des von James Fazy angeregten Institut national genevois und war von 1886 bis 1891 deren Vizepräsident.
Er war Mitglied der Studentenverbindung Belles-Lettres und gehörte später der Zofingia an.
Er war korrespondierendes Mitglied der Académie des Sciences Belles-Lettres et Arts de Savoie.

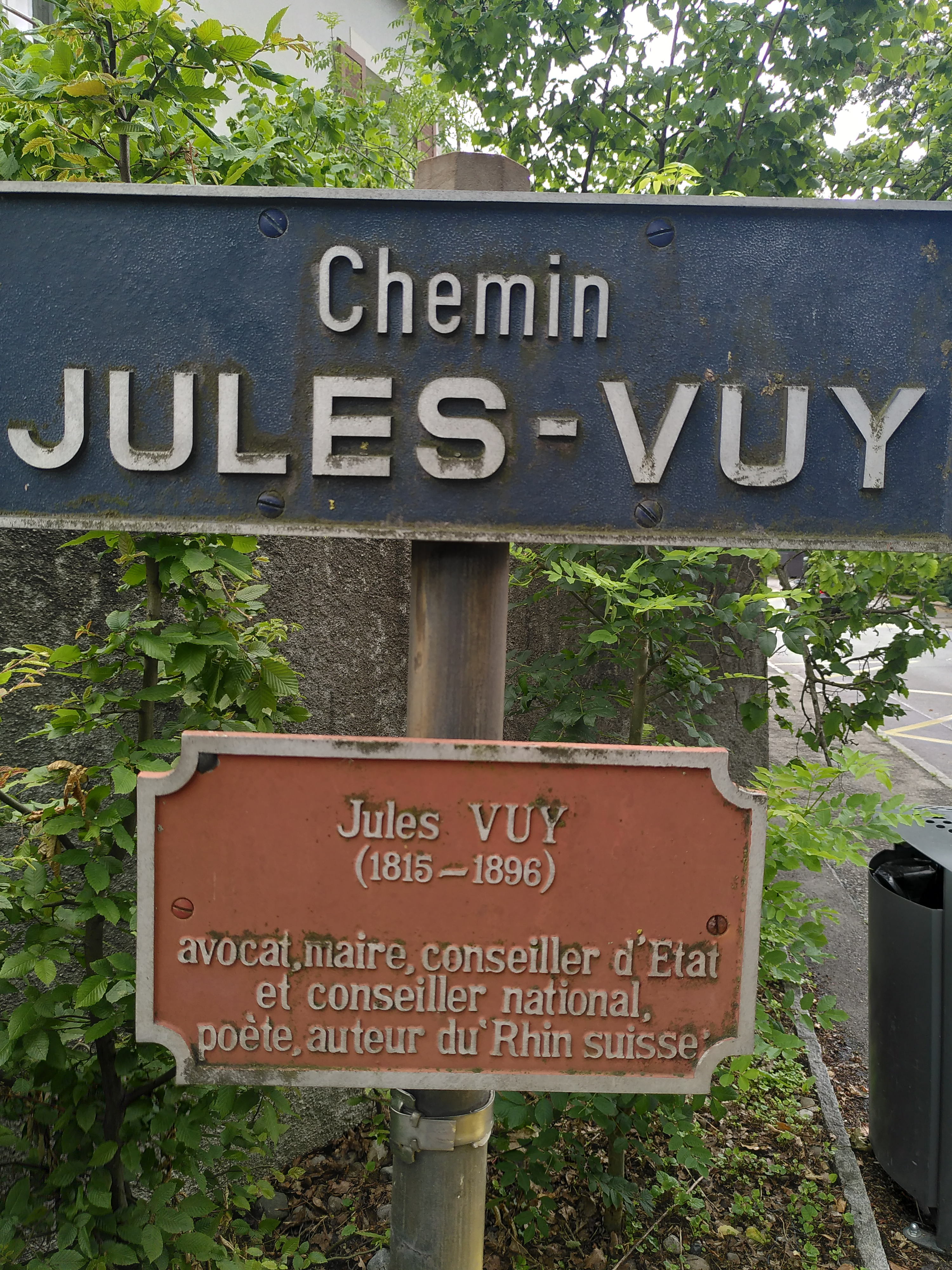
Chemin Jules-Vuy in Carouge

## Ehrungen und Auszeichnungen
1879 erhielt Vuy von der Académie française die Auszeichnung Marcelin Guérin für seine Arbeit Die Poesie der Wissenschaft.
In Carouge wurde die Strasse Chemin Jules-Vüy nach ihm benannt.

## Schriften (Auswahl)
- Échos des bords de l’Arve. 1850 (Digitalisat).
- Convention arbitrale entre l’abbaye de Pomiers et la ville de Cruseilles. Genf 1861 (Digitalisat).
- Jugement rendu par Amédée VIII à Ripaille, le 20 juin 1438, entre l’abbaye de Saint-Jean-d’Aulps et les communautés, hommes et habitants du bourg de Samoëns et de plusieurs hameaux du Haut-Faucigny, document publié. 1862 (Digitalisat).
- Les franchises de Châtel en Genevois. Genf 1866 (Digitalisat).
- Chézery, chartes du XIIè siècle. In: Mémoires de l’Institut Génévois XII. 1869, S. 1–18 (Digitalisat).
- Les États Généraux de Savoie de l’an 1522. Genf 1871 (Digitalisat).
- Quelques mots sur les Ménaïdes. In: Anzeiger für Schweizerische Altertumskunde. Band 3. 1876–1879, S. 781–782 (Digitalisat).
- Jeanne de Jussie et les sœurs de Sainte-Claire. Genf 1881 (Digitalisat).
- La deploration de la cité de Genéve publiée avec un avant-propos. Genf 1882 (Digitalisat).
- Notice sur Albert Richard. In: Bulletin de l’Institut national genevois. 24, 1882, S. 524–542 (Digitalisat).
- Une chanson sur l’Escalade. Genf 1882 (Digitalisat).
- Histoire de Ste Catherine. Mugnier. Histoire documentaire de l’abbaye de Sainte-Catherine (près d’Annecy). Chambéry 1886 (Digitalisat).
- Origine des idées politiques de Rousseau. Genf 1889 (Digitalisat).